# Gewone cementkorst
Gewone cementkorst (Diplotomma alboatrum) is een korstmossoort uit de familie Caliciaceae.

## Determinatie
Gewone cementkorst is een korstvormig korstmos met een dun, heldergrijs tot wit thallus. In vochtige toestand heeft het thallus een vrij groene kleur. De apotheciën zijn altijd aanwezig en hebben een dunne grijze rand. Ze beginnen als ingezonken witberijpte sterretjes en groeien naar ingezonken holle zwart schijven. De apotheciën hebben wit of grijze berijping. De sporen zijn zwart.

## Ecologie
Gewone cementkorst groeit hoofdzakelijk epilitisch op kalkhoudend gesteente van bijvoorbeeld dijken, kerken, tuin- en vestingmuren. In Nederland kwam het vroeger ook voor op bomen, maar dat is niet meer het geval.

## Verspreiding
In Nederland is gewone cementkorst een vrij algemene soort. Hij staat niet op de rode lijst en is niet bedreigd. Hij komt wijdverspreid voor in  Afrika, Azië, Europa, Noord- en Zuid-Amerika, Australië en Nieuw-Zeeland.

## Trivia
- Diplotomma betekent dubbel oog en alboatrum betekent witzwart.